# Lithostege transversaria
Lithostege transversaria là một loài bướm đêm trong họ Geometridae.